# Alsópetény
Alsópetény è un comune dell'Ungheria di 752 abitanti (dati 2001). È situato nella contea di Nógrád.